# Titularbistum Aemona
Aemona (ital.: Cittanova) ist ein Titularbistum der römisch-katholischen Kirche.
Es geht zurück auf einen Bischofssitz in der Stadt Novigrad, die sich auf der Halbinsel Istrien befindet. Der Bischofssitz war der Kirchenprovinz Venedig zugeordnet.

## Geschichte
381 wurde mit Maximus erstmals ein Bischof von Civitas Nova auf der Synode von Aquileia als Suffraganbischof des Patriarchats von Aquileia erwähnt.
1831 wurde die Diözese aufgelöst.

## Titularbischöfe
| Titularbischöfe von Aemona |                                                         |                                               |                  |                   |
| Nr.                        | Name                                                    | Amt                                           | von              | bis               |
| 1                          | Ugo Poletti Titularerzbischof pro hac vice              | Weihbischof in Rom (Italien und Vatikanstadt) | 3. Juli 1969     | 5. März 1973      |
| 2                          | Maximino Romero de Lema Titularerzbischof pro hac vice  | Kurienerzbischof                              | 21. März 1973    | 29. Oktober 1996  |
| 3                          | Leonardo Sandri Titularerzbischof pro hac vice          | Apostolischer Nuntius Kurienerzbischof        | 22. Juli 1997    | 24. November 2007 |
| 4                          | Beniamino Pizziol                                       | Weihbischof in Venedig (Italien)              | 5. Januar 2008   | 16. April 2011    |
| 5                          | Lorenzo Leuzzi                                          | Weihbischof in Rom (Italien)                  | 31. Januar 2012  | 23. November 2017 |
| 6                          | José Avelino Bettencourt Titularerzbischof pro hac vice | Apostolischer Nuntius                         | 26. Februar 2018 |                   |

## Diözesanbischöfe
- Heiliger Maximus (381)
- Seliger Florius (ca. 524)
- Germanus (546)
- Patricius (579)
- Johannes I. (600)
- Mauritius (ca. 781)
- Stephanus ? (804)
- Usualdus ? (850)
- Firminus (932)
- Johannes II. (961)
- Azzo (1015–1031)
- Johannes III. (1038)
- Nikolaus I (1050–1089)
- Andreas I. (1091)
- Alexander (ca. 1100)
- Andreas II. (1118)
- Adamus (1146)
- Johannes IV. (1158)
- Vidus Margone (1165)
- Arturicus (1175)
- Johannes V. (1176–1186)
- Oldericus (1194)
- Leonardus (1212–1224)
- Cantianus I. (1228)
- Gerhardus (1230–1237)
- Bonacorsus (1243–1260)
- Nikolaus II. (1269)
- Aegidius (1279–1283)
- Simon (1284–1301)
- Geraldus, O.P. (1308–1310)
- Cantianus II. (1318–1330)
- Natale Bonafede (1330–1344)
- Johannes Morosini, O.E.S.A. (1347–1358)
- Guglielmo Conti, O.P. (1359- ?)
- Johannes Grandi, O.E.S.A. (1363–1364)
- Marinus Michiel (1366–1374)
- Nicolò Montaperto (o Cosucchi), O.F.M. (1376–1377)
- Ambrogio da Parma (1377–1380)
- Paolo da Montefeltro, O.E.S.A. (1382–1400)
  - Leonardo Dolfin (1401-?) (Apostolischer Administrator)
- Tommaso Tommasini Paruta, O.P. (1409–1420)
- Giacomo de Montina, O.F.M. (1409-?)
  - Antonio Correr, C.R.S.G.A. (1420–1421) (Apostolischer Administrator)
- Daniele Scotto de’ Rampi (1421–1426)
- Filippo Paruta (1426)
- Giovanni Morosini (1426–1442)
  - zum Bistum Poreč (?-1448)
  - zum Patriarchat von Grado (1448–1451)
  - zum Patriarchat von Venedig (1451–1465)
- Francesco Contarini (1466–1495)
- Marcantonio Foscarini (1495–1521)
- Antonio Marcello (1521–1526)
  - Francesco Pisani (1526–1535) (Apostolischer Administrator)
- Vincenzo de Benedictis (1535-?)
- Alessandro Orsi (1536–1559)
  - Francesco Pisani (1559–1561) (Apostolischer Administrator)
- Matteo Priuli (1561–1565)
  - Francesco Pisani (1565–1570) (Apostolischer Administrator)
- Gerolamo Vielmi, O.P. (1570–1582)
- Antonio Saraceno (1582–1606)
- Francesco Manin (1607–1619)
- Eusebio Caimo (1620–1640)
- Giacomo Filippo Tomasini, Can.Reg.S.Georg. (1642–1655)
- Giorgio Darmini (1655–1670)
- Giacomo Bruti (1671–1679)
  - Sedisvakanz (1679–1684)
- Nicolò Gabrieli (1684–1717)
- Daniele Sansoni (1717–1725)
- Vittorio Mazzocca, O.P. (1725–1732)
- Gaspare Negri (1732–1742)
- Marino Bozzatini (1742–1754)
- Stefano Leoni (1754–1776)
- Giovanni Domenico Straticò, O.P. (1776–1784)
- Antonio Giovanni Giuseppe Lucovich (1784–1794)
- Teodoro Lauretano Balbi (1795–1831)